# Riła

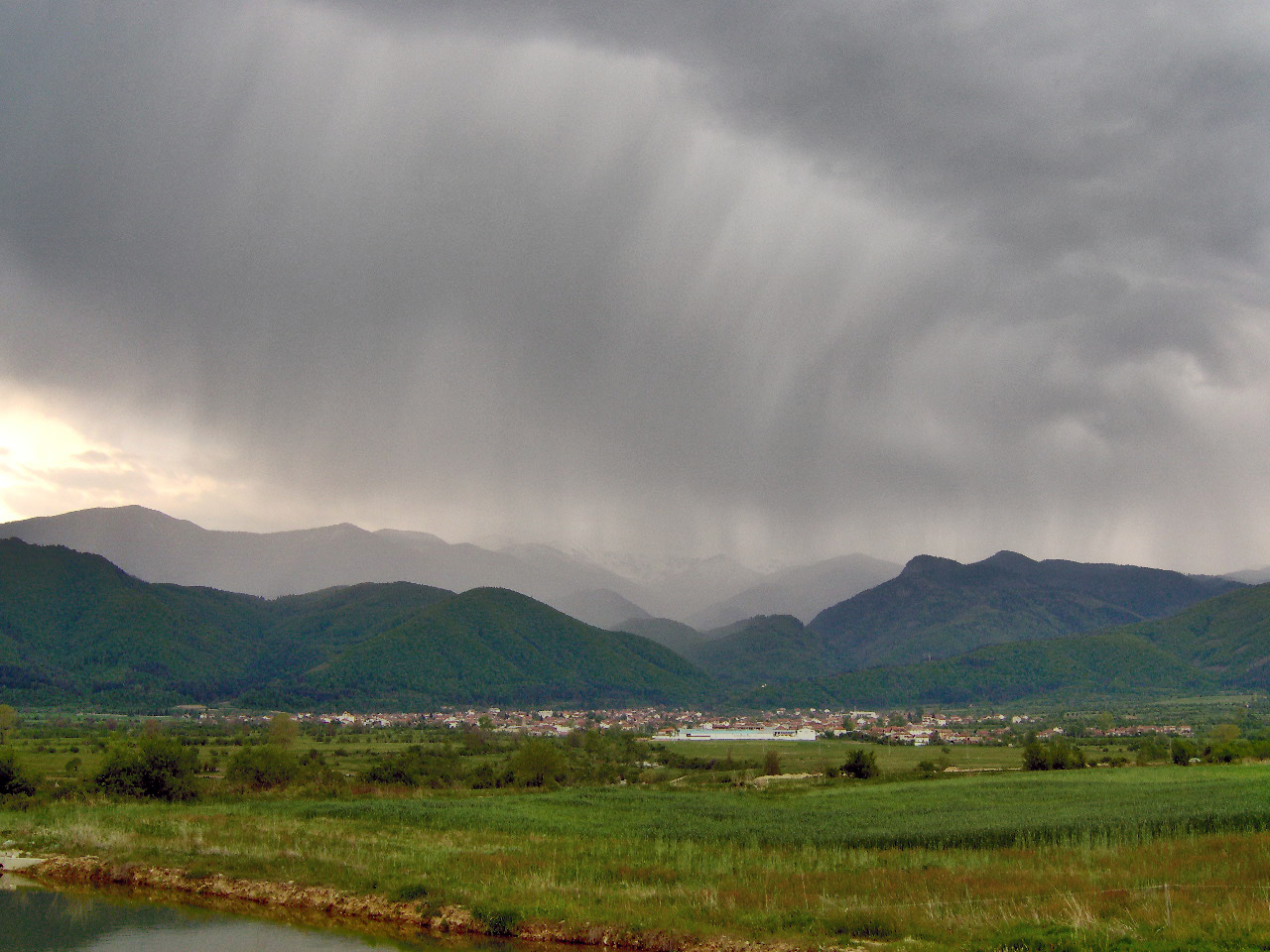
Średni roczny opad w Rile jest kilkakrotnie większy niż średni roczny opad w Bułgarii

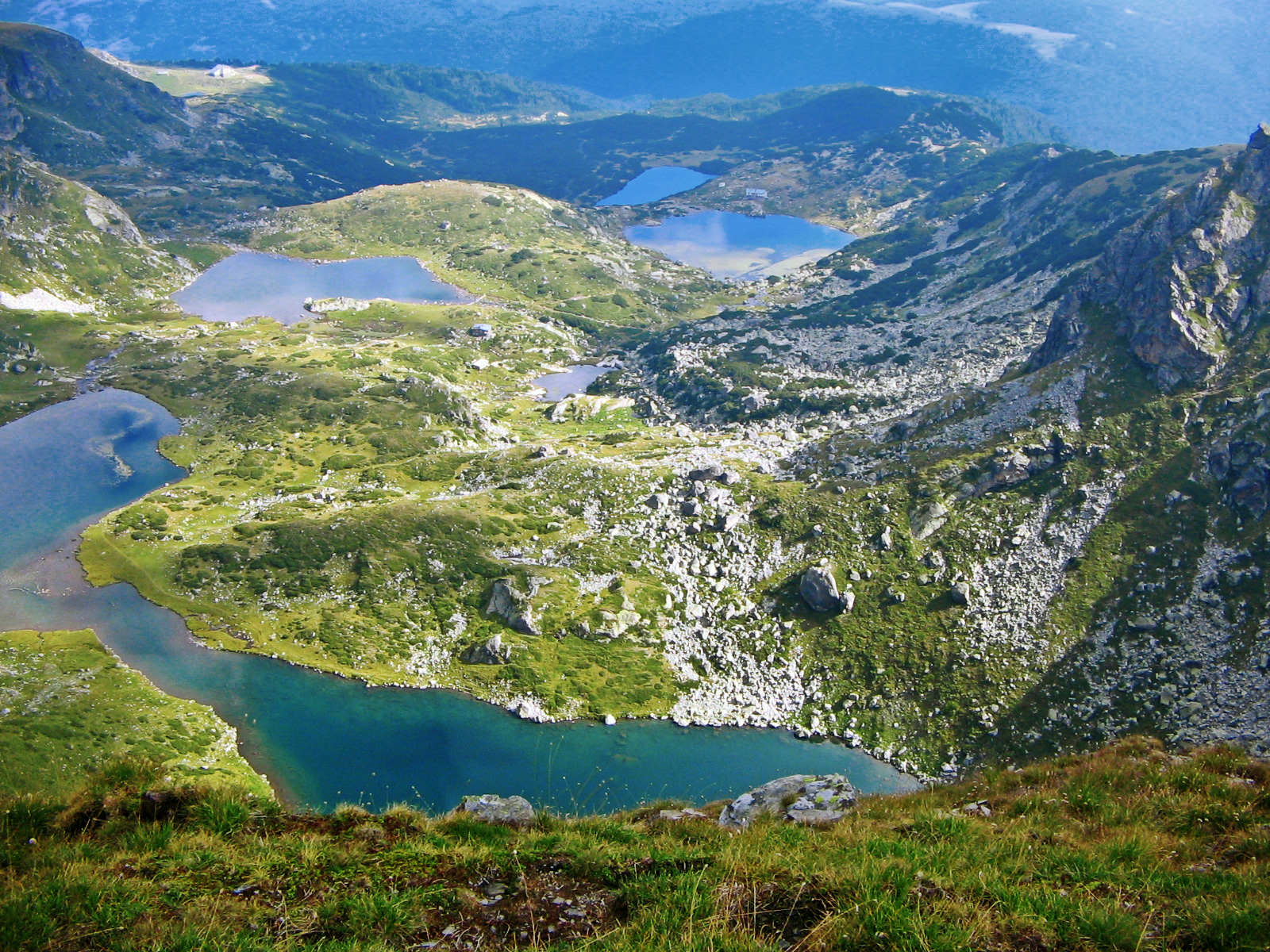
Siedem Jezior Musaleńskich

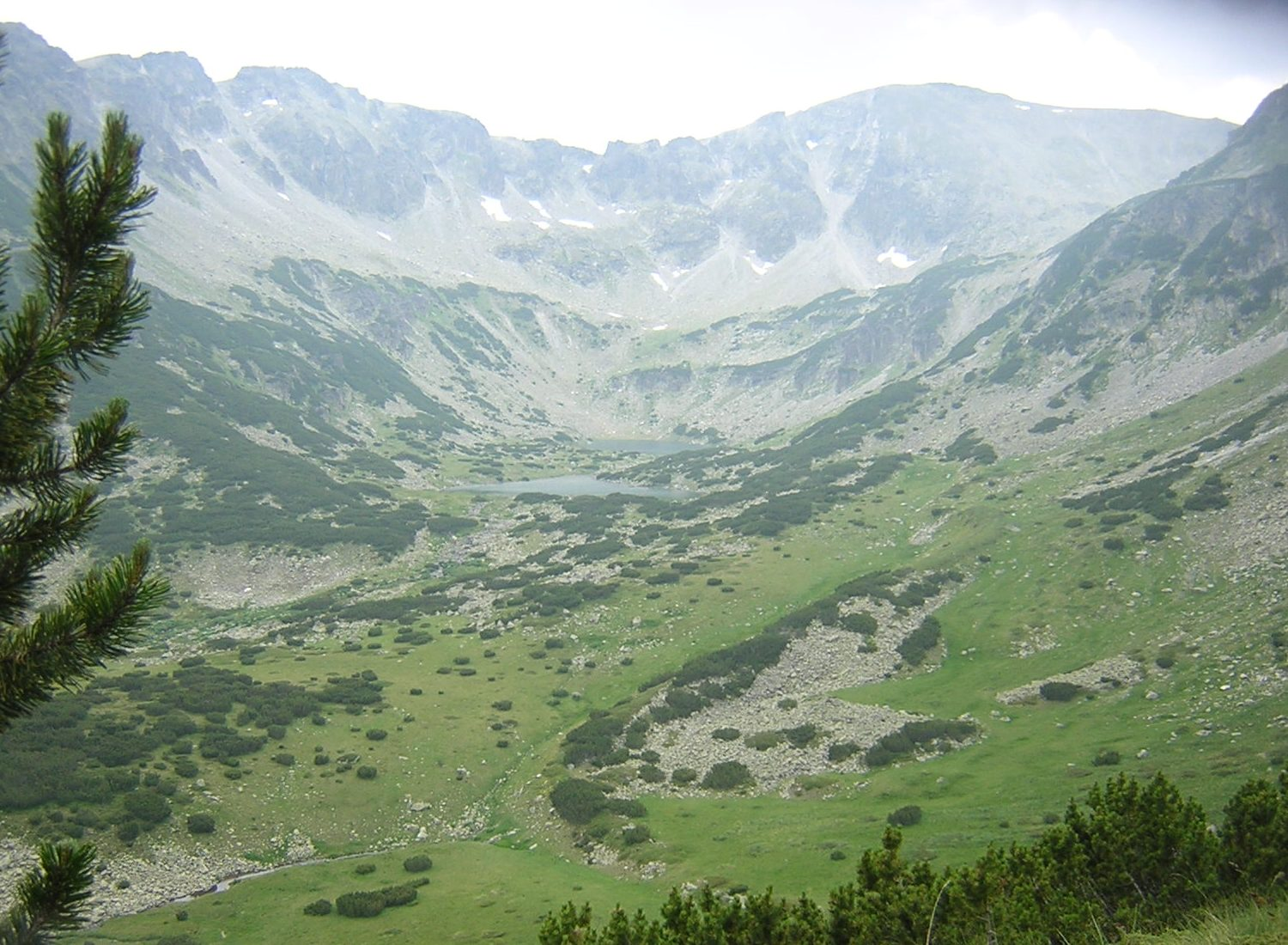
Źródło Maricy pod szczytem Mariszki czał

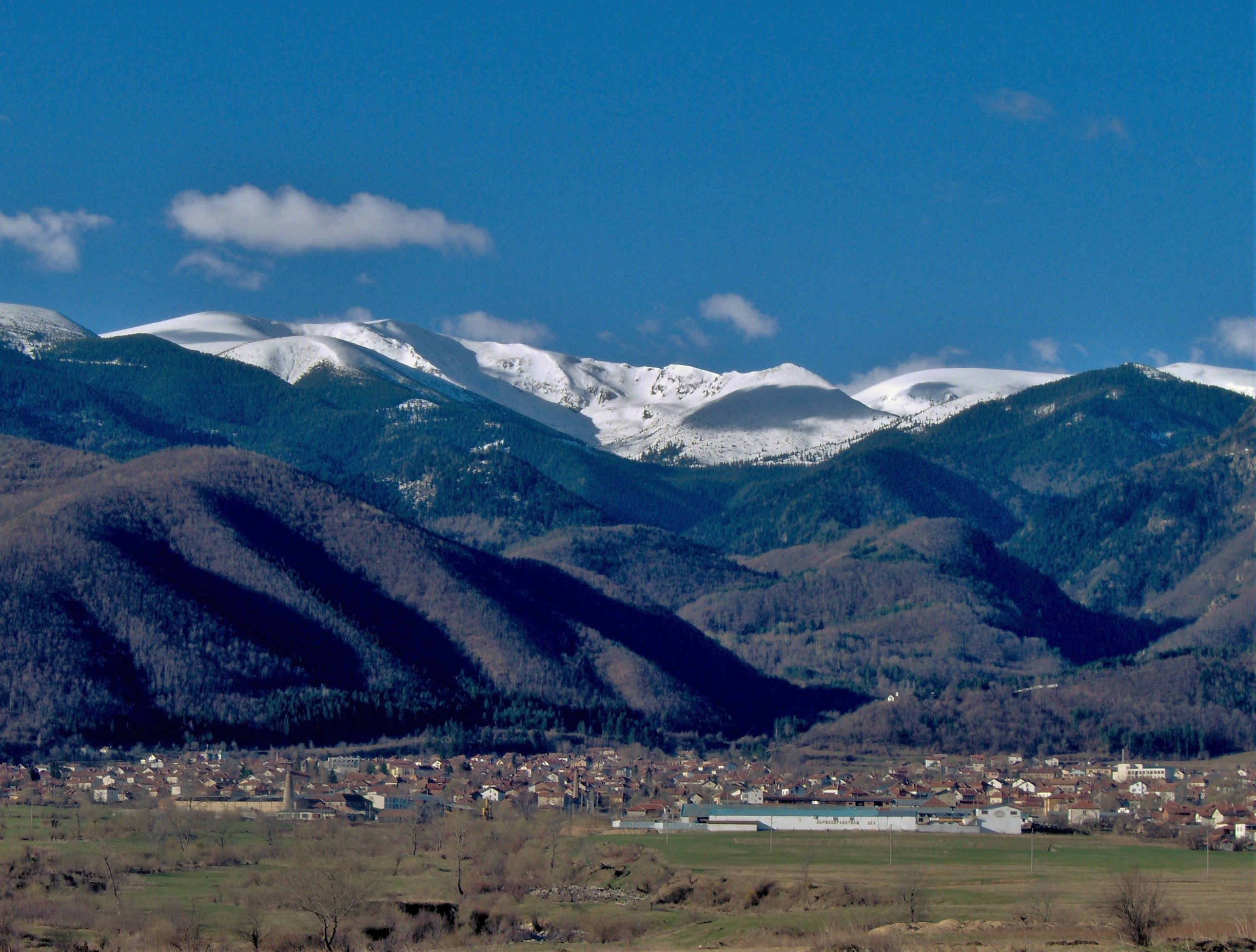
Widok na Riłę z Kostenca

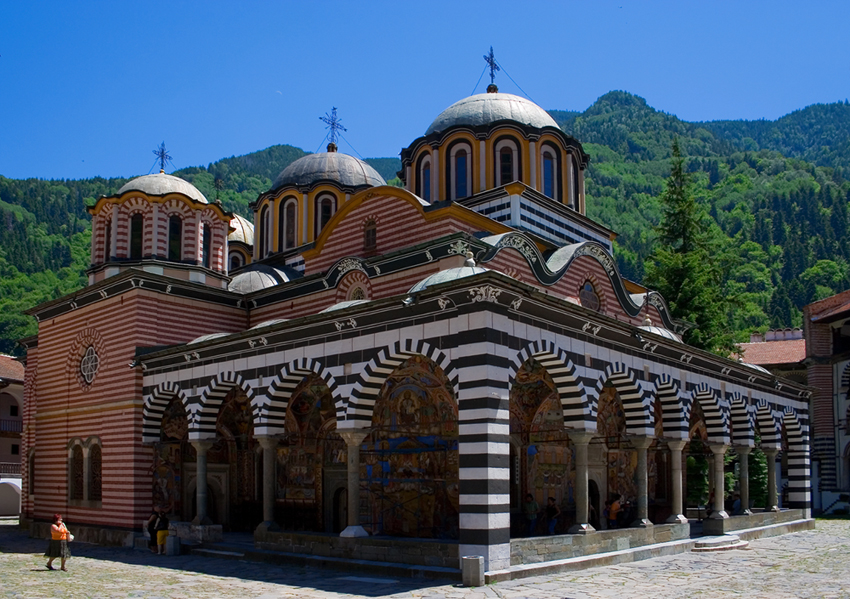
Monastyr Rylski

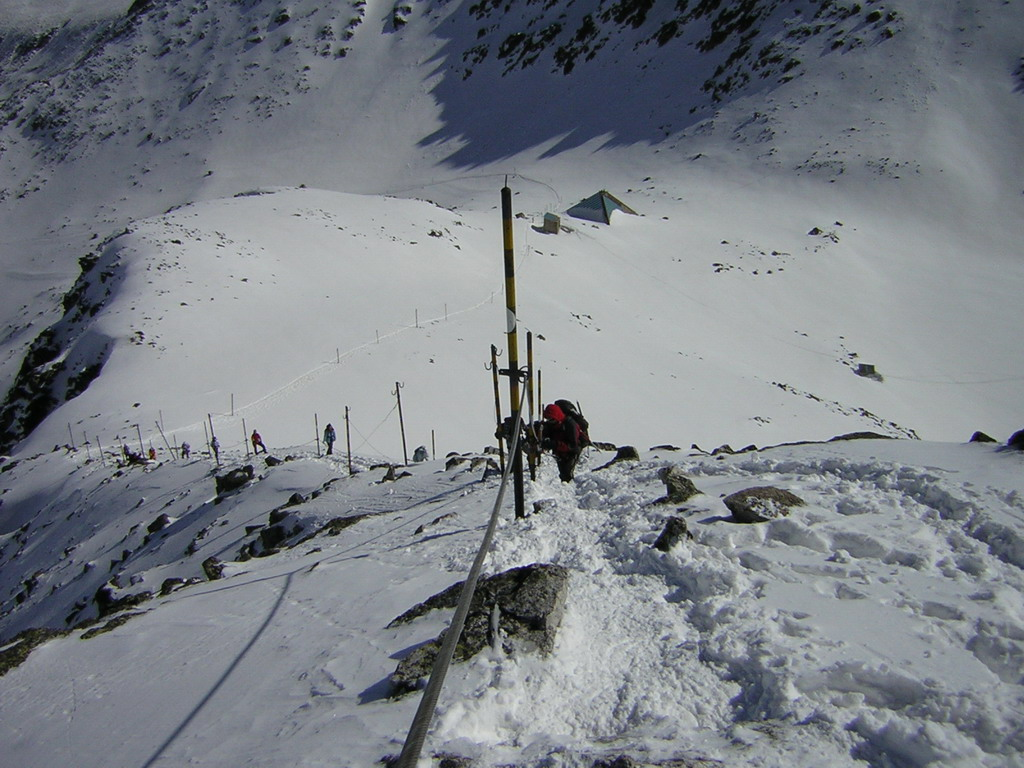
Szlak turystyczny niedaleko Musali

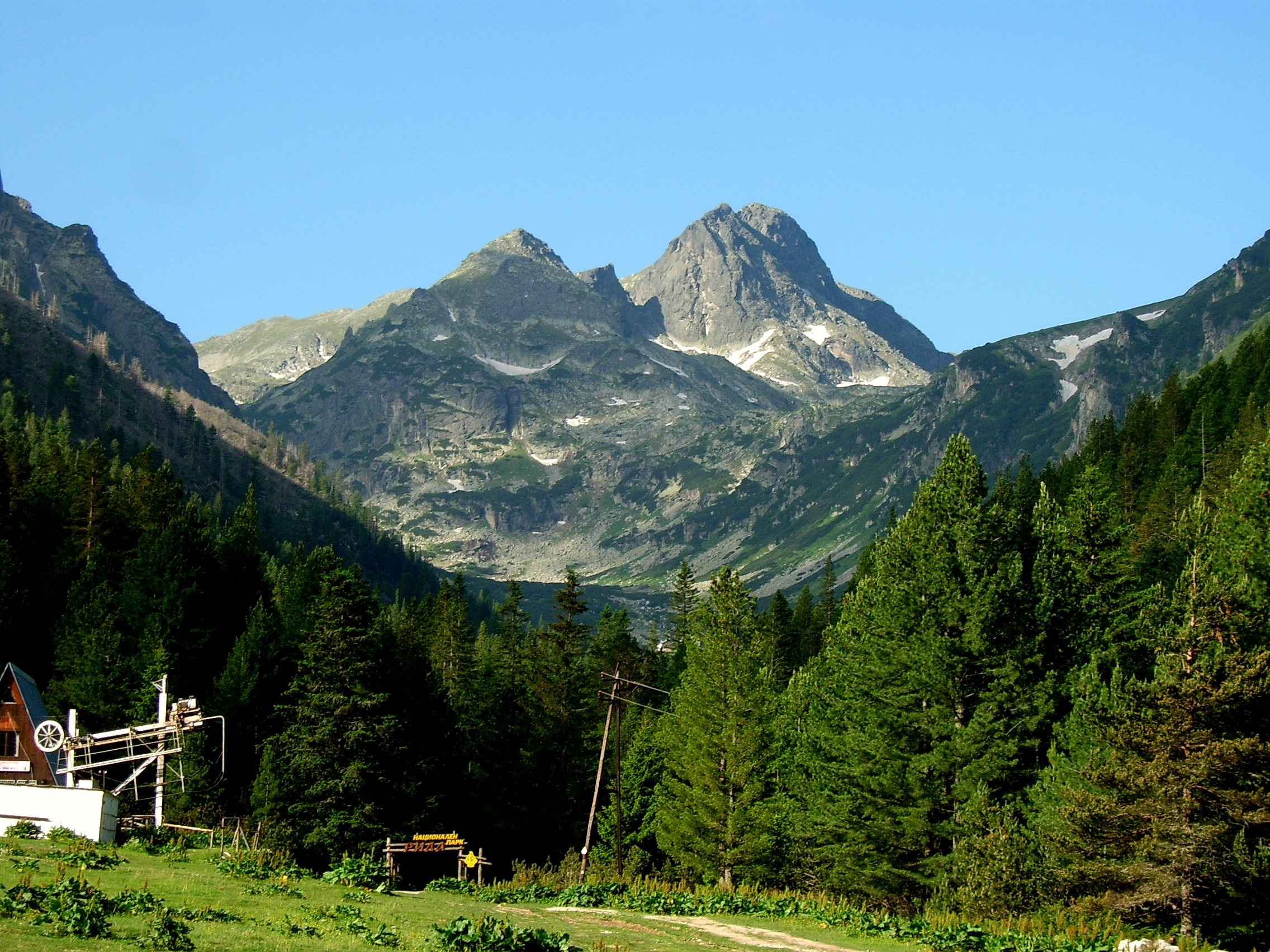
Szczyt Malowica

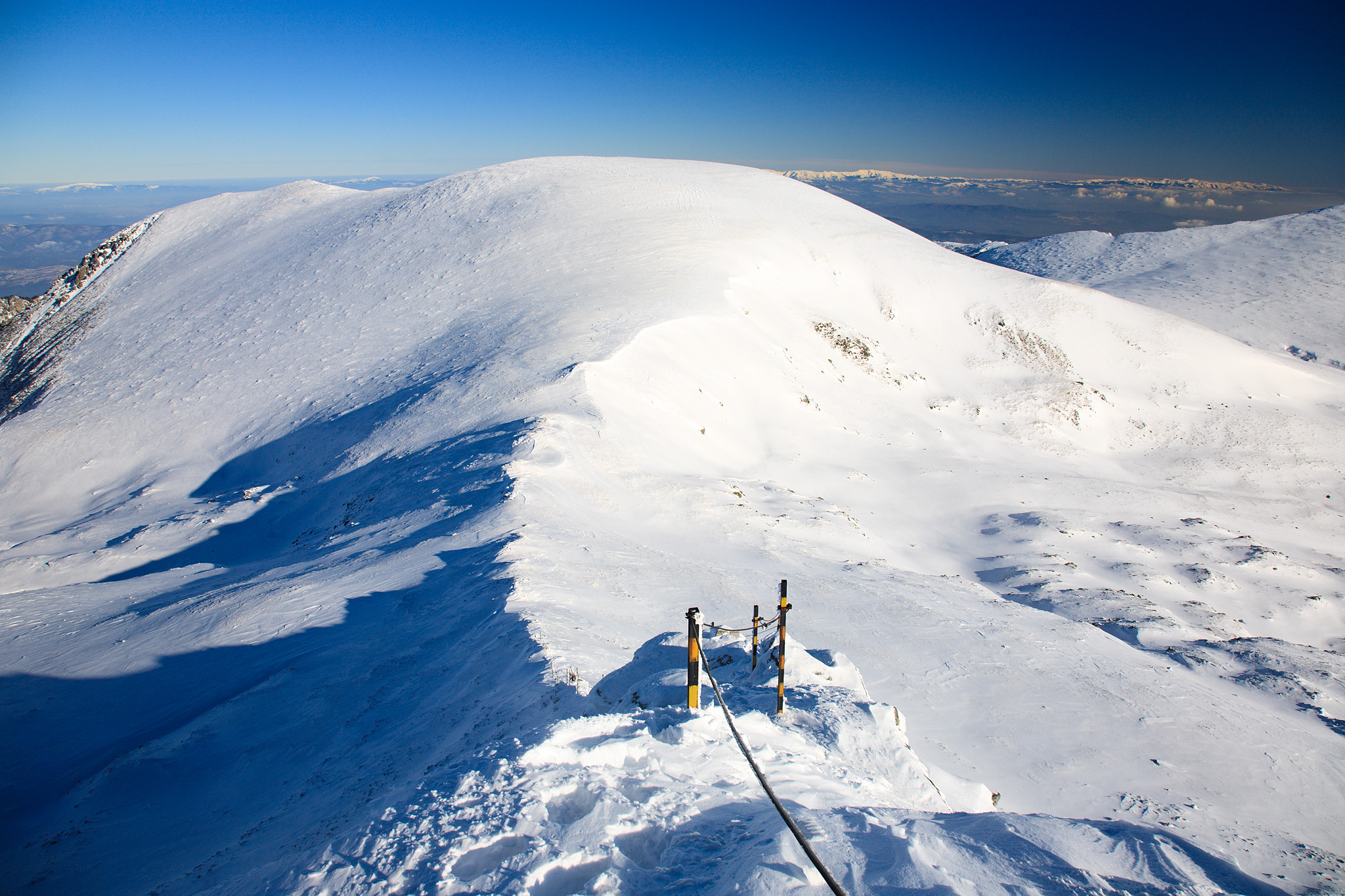
Szczyt Rawni czał

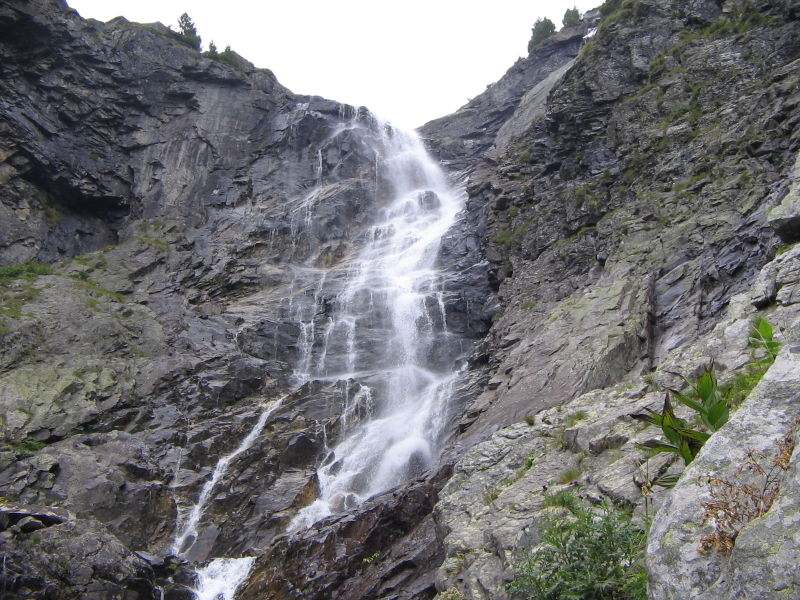
Wodospad Skakawica

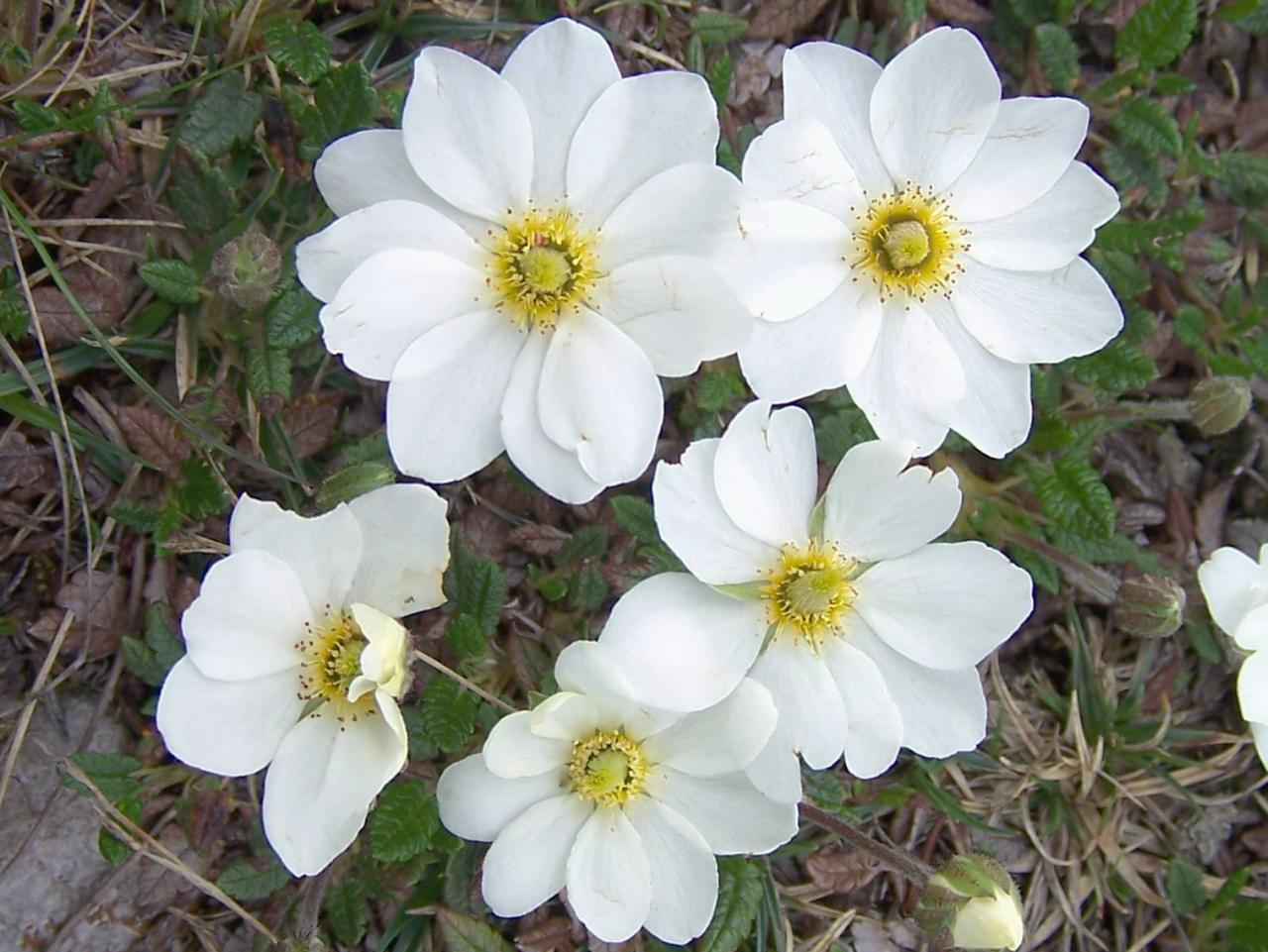
Dębik ośmiopłatkowy rosnący w górach Riła

Riła (bułg. Рила, Рила планина) – pasmo górskie, lub (w zależności od oceny) masyw górski, w południowo-zachodniej Bułgarii. Jest najwyżej wzniesionym masywem górskim na Półwyspie Bałkańskim, najwyższy szczyt Musała ma wysokość 2925 m n.p.m. Riła stanowi również szóste co do wysokości pasmo górskie w Europie (przy założeniu, że każde z nich jest reprezentowane tylko przez najwyższy szczyt) po Kaukazie, Alpach, Sierra Nevadzie, Pirenejach i masywie Etny. Jest także najwyższym pasmem leżącym między Alpami a Kaukazem. Riła posiada 90 szczytów o wysokości powyżej 2000 m n.p.m., w tym 2 powyżej 2900 m, 1 powyżej 2800 m, 15 powyżej 2700 m, 17 powyżej 2600 m i 20 powyżej 2500 m.
Większości obszaru Riły obejmuje park narodowy.
Nazwa „Riła” pochodzi prawdopodobnie z języka trackiego i oznacza „górę pełną wody”.
Pod względem kulturowym Riła słynie z Monastyru Rilskiego, największego i najważniejszego monastyru w Bułgarii, założonego w X wieku przez Jana Rylskiego.
Bułgarski poeta Iwan Wazow przyrównał Riłę do twierdzy zbudowanej w obłokach z dobrowolnymi granitowymi bastionami.

## Położenie
Powierzchnia Riły wynosi 2400 km². Rozległa grupa górska otoczona jest kotlinami i głębokimi dolinami. Przełęcz Borowec (1305 m n.p.m.) leży między grzbietem Musały a grzbietami Szipoczane i Szumnatica, które z kolei z łańcuchem Srednej Gory łączy przełęcz Brama Trajana. Riłę oddzielają także Przełęcz Jundoła (1375 m n.p.m.) i Przełęcz Abrachama (1295 m n.p.m.) od Rodopów na wschodzie, Przełęcz Predel (1140 m n.p.m.) od pasma Piryn oraz Przełęcz Klisura (1025 m n.p.nm.) od masywu Weriła.

## Wody
Riła bogata jest w jeziora polodowcowe, których jest około 200 i gorących źródeł bijących w strefach uskokowych u podnóża gór. W Rile biorą swój początek niektóre z najdłuższych i najgłębszych bałkańskich rzek, takich jak Marica, Iskyr i Mesta. Największym wodospadem jest Skakawica.

## Wewnętrzny podział Riły
Riła dzieli się na kilka części w zależności położenia geograficznego.
- Riła Wschodnia inaczej Grzbiet Musały to najwyższa i najrozleglejsza część tych gór. Znajduje się tutaj najwyższy szczyt oraz 12 z 18 szczytów, których wysokość przekracza 2700 m n.p.m. Są to m.in. Musała, Ireczek, Deno i Manczo. W tej części Riły leżą Jeziora Muałskie oraz jezioro Ledeno (dosł. „Lodowe Jezioro”), będące najwyżej położonym jeziorem na Półwyspie Bałkańskim (na wysokości 2709 m n.p.m.). W Rile Wschodniej znajduje się znany kurort – Borowec.

- Riła Środkowa inaczej Grzbiet Skakawiszki jest najmniejszą częścią: zajmuje zaledwie 1/10 całej powierzchni Riły. Słynie z jezior polodowcowych. Znajduje się tu m.in. jezioro Smradliwo (Smradliwoto ezero, dosł. „Cuchnące jezioro”), największe jezioro polodowcowe na Bałkanach. W Rile Środkowej położone są takie szczyty jak Kanarata, Małyk Skakawec i Golam Skakawec oraz Rilec. Grzbiet Skakawiszki (z wierzchołkami Małyk Skakawec i Golam Skakawec, Pczelina oraz Sweti Duch) wznosi się samotnie między rzekami Lewi i Beli Iskar. Inne znane grzbiety na tym obszarze to Marinkowica i Wodnija czał, które ciągną się aż do rezerwatu Kobilino Braniszte.

- Riła Północno-zachodnia zajmuje 25% całego obszaru Riły. Najwyższy szczyt to Golam kupen (2731 m n.p.m.). Charakterystyczne dla tego rejonu są Sedem Rilski Ezera (dosł. „Siedem Riłskich Jezior”), a także wiele odległych szczytów i niedużych jezior.

- Riła Południowo-zachodnia inaczej Grzbiet Kapatnika zajmuje 30% całego obszaru Riły. Znajduje się tutaj najstarszy rezerwat w Bułgarii. Poza niewielkim obszarem na północy Riła Południowo-zachodnia nie ma charakteru alpejskiego.

## Geologia
Riła to kopulaste góry zrębowe stanowiące część Masywu Rodopskiego, najstarszej jednostki geologicznej na Bałkanach, powstałej w Paleozoiku (ok. 250 mln lat temu) ze skał granitowych i gnejsowych oraz łupków krystalicznych. Alpejska rzeźba Riły jest wynikiem działalności lodowców w Plejstocenie. W trakcie ostatniego zlodowacenia, znanego jako zlodowacenie Würm, ok. 10-12 tysięcy lat temu, granica wiecznego śniegu znajdowała się na wysokości 2100 m n.p.m. Powyżej lodowce całkowicie przeistoczyły krajobraz, rzeźbiąc głębokie cyrki, strome, ostro zakończone szczyty, różnorakie doliny i moreny oraz inne typowe formy polodowcowe. Moreny w Rile występują na wysokości 1100 do 2100 m n.p.m.
Riła traktowana jest przez część specjalistów jako pasmo górskie, natomiast przez część jako masyw górski. Wynika to z kaskadowego charakteru rzeźby terenu, przez co trudno wyznaczyć podstawy konkretnych gór.

## Klimat
Klimat Riły jest typowym klimatem alpejskim. Roczna suma opadów na szczycie Musały wynosi średnio 2000 mm, z czego połowa występuje w postaci śniegu. Najniższa średnia temperatura dla lutego mierzona na Musale to –11,6 °C, a najniższa zanotowana tam temperatura wyniosła –31,2 °C. Średnia temperatura dla sierpnia to 5,4 °C, a najwyższa – 18,7 °C.

## Flora i fauna
We florze Riły występują trzy gatunki endemiczne spotykane tylko w tych górach. Są to Primula deorum (o największej populacji), Rheum rhaponticum i Alchemilla pawlowskii. Rośnie też 36 endemitów bałkańskich m.in. Campanula lanata i Centaurea mannagettae. Niektóre z gatunków to rośliny reliktowe, które przetrwały ostatnie zlodowacenie.
Riła jest również środowiskiem życia rzadkich gatunków zwierząt. Należą do nich m.in. Barbus cyclolepis (zagrożony wyginięciem z powodu utraty siedlisk i zanieczyszczenia rzek), traszka górska Triturus alpestris i suseł moręgowany Spermophilus citellus.

## Lista ssaków występujących w Riłskim Parku Narodowym
W Parku Narodowym Riła występuje 48 gatunków ssaków.
Jeż wschodni, ryjówka, nietoperz, królik europejski, nornik, mysz leśna, suseł moręgowany, wilk szary, lis rudy, łasica pospolita, kuna leśna, jaźwiec, wydra europejska, niedźwiedź brunatny, żbik europejski, dzik, sarna, jeleń szlachetny, koziorożec alpejski, koza bezoarowa.

## Szczyty
- Musała – 2925 m,
- Małka Musała – 2902 m,
- Ireczek – 2852 m,
- Deno – 2790 m,
- Studenija czał – 2785 m,
- Golam Bliznak – 2779 m,
- Małyk Bliznak – 2772 m,
- Manczo – 2771 m,
- Pesokliwa wała – 2769 m,
- Owczarec – 2768 m,
- Mariszki czał – 2765 m,
- Golam kupen – 2731 m,
- Malowica – 2729 m,
- Czerna polana – 2716 m,
- Karaałanica – 2716 m,
- Aleko – 2713 m,
- Rilec – 2713 m,
- Tri uszi – 2711 m,
- Golam Skakawec – 2706 m,
- Popowa kapa – 2704 m,
- Małka Malowica – 2698 m,
- Łopuszki wrych – 2698 m,
- Josifica – 2697 m,
- Otowiszki wrych – 2696 m,
- Łownica – 2695 m,
- Kanarata – 2691 m,
- Orłowec – 2685 m,
- Aładża słap – 2683 m,
- Wodnija czał – 2683 m,
- Małyk Skakawec – 2682 m,
- Redżepica – 2678 m,
- Zlija zyb – 2678 m,
- Damga – 2669 m,
- Sziszkowica – 2669 m,
- Golam Kalin – 2668 m,
- Teodosiewi karauli – 2667 m,
- Ibyr – 2666 m,
- Sejmenski kamyk – 2666 m,
- Małyk Kalin – 2664 m,
- Dodow wrych – 2661 m,
- Eleni wrych – 2654 m,
- Angełow wrych – 2643 m,
- Draganica – 2642 m,
- Siwriczał – 2641 m,
- Sucha wapa – 2639 m,
- Rawni czał – 2637 m,
- Kowacz – 2634 m,
- Bełmeken (Kołarow) – 2626 m,
- Kamiłata – 2621 m,
- Golam Meczi wrych – 2618 m,
- Golam Policz – 2615 m,
- Kjorawica (Ostrec) – 2612 m,
- Baba – 2609 m,
- Uzunica – 2606 m,
- Dwugław – 2605 m,
- Weneca – 2600 m,
- Golam Mermer (Mramorec) – 2598 m,
- Kozi wrych – 2587 m,
- Igłata – 2575 m,
- Golam Meczit – 2568 m,
- Małyk Mermer – 2562 m,
- Uszi – 2560 m,
- Małyk Łopuszki wrych – 2537 m,
- Aszikłarski wrych (Pticzi wrych) – 2536 m,
- Małyk Meczit – 2535 m,
- Sredni wrych – 2531 m,
- Małyk Kabył – 2525 m,
- Czemerna – 2511 m,
- Ezernik – 2485 m,
- Janczow czał – 2481 m,
- Małyk Meczi wrych – 2474 m,
- Kurdżiłyk – 2469 m,
- Budaczki kamyk – 2447 m,
- Kukow wrych – 2411 m,
- Carew wrych – 2376 m,
- Rusalija – 2359 m,
- Markow kamyk – 2342 m,
- Sławow wrych – 2304 m,
- Małka Popowa kapa – 2180 m,
- Kapatnik – 2170 m,
- Bałabanica – 2157 m,
- Tresztenik – 2020 m,
- Bełczanica – 1654 m.